# ベビーダノン
ベビーダノンは、ダノンジャパンによって販売されている赤ちゃん向けのヨーグルトである。

## 歴史
ダノンジャパンより1983年に発売された赤ちゃん向けのヨーグルト。プチダノンが子供用の乳製品として発売されており、その赤ちゃん用として発売された。すりりんご&にんじんなどの種類があり、離乳食にあげられている。2011年には、「ベビーダノン 1才から」が発売された。

## 概要
ベビーダノンは、赤ちゃん向けに販売されているヨーグルトである。 6か月頃から24か月頃の赤ちゃんに向けた「6か月頃から」と、1歳から3歳までの幼児に向けた「1才から」の2種類がある。「6か月頃から」の容量が45gであることに比べ、「1才から」は75gであり、子どもの成長に合わせてサイズもアップされている。

### 6か月頃から
砂糖不使用のプレーンヨーグルトに野菜やフルーツのソースをのせた2層式になっており、赤ちゃんが食べやすいように、甘さ・酸味が抑えられているのが特徴。
すりりんごやほうれん草といった野菜を使用しており、野菜を美味しくあげることができる。管理栄養士と小児科医の協力の元、離乳期に栄養を手軽に摂取できるように、赤ちゃんが食べやすい味と食感になっている。2層をまぜあわせることで別の味と食感が楽しめる。一番売れている赤ちゃんのための食品である。

### 1才から
甘さをひかえたプレーンヨーグルトであり、1カップで1日に必要なカルシウムと鉄分の半分が摂れることが特徴である。また、脂肪分やタンパク質も幼児期に適した量になっている。

## ラインナップ
6か月頃から
- 緑の野菜10
- 黄色の野菜10
- すりりんご&にんじん
- いちご

1才から
- プレーン 甘さひかえめ